# Psectrosema tamarica
Psectrosema tamarica är en tvåvingeart som först beskrevs av Jean-Jacques Kieffer 1912.  Psectrosema tamarica ingår i släktet Psectrosema och familjen gallmyggor. Inga underarter finns listade i Catalogue of Life.